# Wander Lowie
Wander Marius Lowie (Amsterdam, 14 oktober 1959) is een Nederlandse taalkundige en hoogleraar Engelse taal en Engels als tweede taal aan de Rijksuniversiteit Groningen. Hij is een van de leden van de "Dutch School of Dynamic Systems" die heeft voorgesteld om tijdreeksgegevens toe te passen om de ontwikkeling van de tweede taal te bestuderen, samen met Kees de Bot, Paul van Geert en Marjolijn Verspoor.

## Levensloop
Lowie promoveerde op 14 januari 1998 aan het Centrum voor Taal en Cognitie, Faculteit der Letteren van de Rijksuniversiteit Groningen. Hij werd begeleid door zijn toekomstige collega aan de Rijksuniversiteit Groningen, Kees de Bot. De titel van zijn proefschrift was "De verwerving van intertaaltaalmorfologie: een onderzoek naar de rol van morfologie in het mentale lexicon van de L2-leerling".
Lowie is de Associate Editor van The Modern Language Journal, een collegiaal getoetst wetenschappelijk tijdschrift.

### Boeken
- Second Language Acquisition: An Advanced Resource Book (2005)[2]
- A Dynamic Approach to Second Language Development. Methods and Techniques (2011)[3]
- Usage-based Dynamics in Second Language Development (2020)[4]

### Artikelen
- "Making sense of polysemous words." (2003)
- "Dynamic Systems Theory and Applied Linguistics: the ultimate “so what”?" (2005)
- "A dynamic systems theory approach to second language acquisition." (2007)
- "Substitution of dental fricatives in English by Dutch L2 speakers." (2007)
- "Variability in second language development from a dynamic systems perspective." (2008)
- "Input and second language development from a dynamic perspective." (2009)
- "Dynamic Systems Theory as a comprehensive theory of second language development." (2013)
- "Variability and variation in second language acquisition orders: A dynamic reevaluation." (2015)
- "Emergentism: Wide Ranging Theoretical Framework or Just One More Meta-theory?" (2017)
- "Lost in State Space?: Methodological Considerations in Complex Dynamic Theory Approaches to Second Language Development Research" (2017)